# Hymne de la Terre

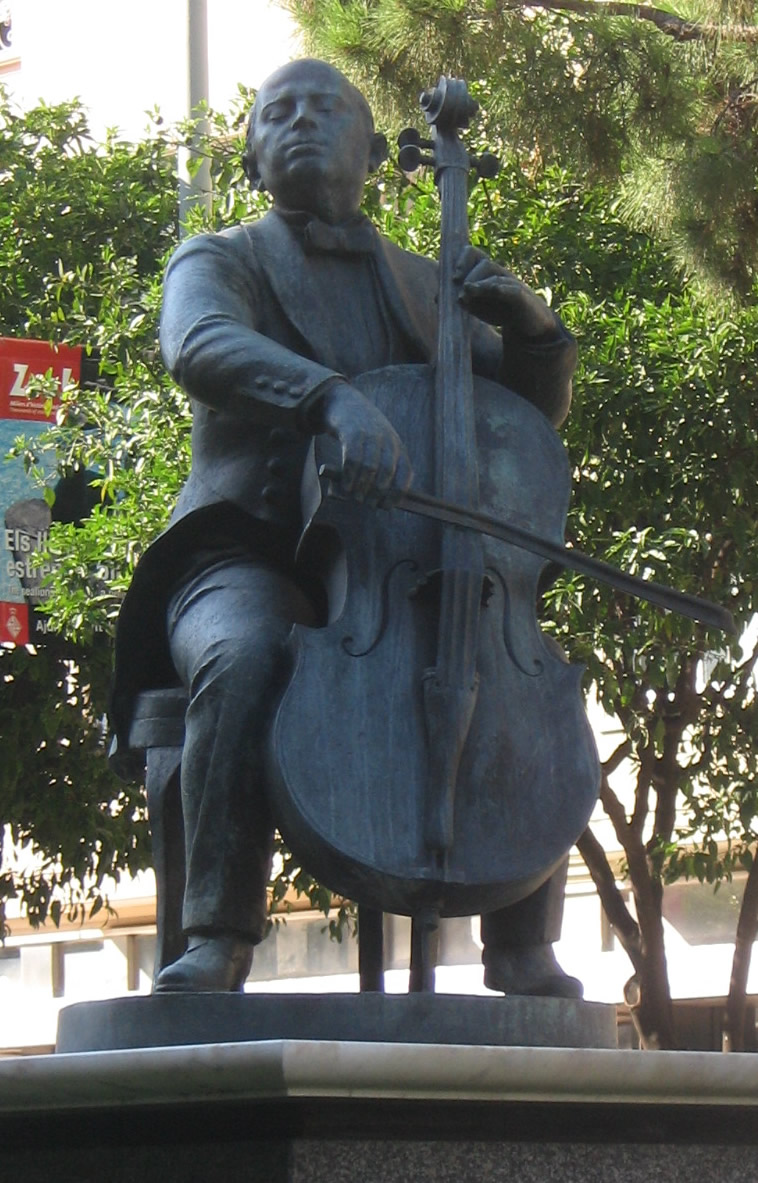
Monument en l'honneur de Pau Casals à Barcelone dans l'avenue qui porte son nom

Un hymne terrestre est une chanson ou une composition musicale qui célèbre, exalte ou exalte la planète Terre et ses habitants, y compris la faune et la flore.

## Histoire
À la demande du Secrétaire général des Nations unies (ONU), un hymne à l'ONU fut joué le 24 octobre 1971, à l'occasion de son 26e anniversaire de l'organisation, par Pablo Casals et dont les paroles ont été écrites par le poète WH Auden,. Le secrétaire général des Nations unies de l'époque, U Thant, avait exprimé l'espoir que cet hymne deviendrait l'hymne de facto de l'ONU au fil des ans, mais il ne l'a pas été.

## Chansons sur la Terre
Un certain nombre de chansons sur la planète pourraient être considérées comme des hymnes reflétant la conscience planétaire croissante de la population mondiale.
L’un d'entre eux est l’hymne mondial de l’Institut et de la Fondation Mindshare. D'autres chansons sur le même thème incluent "Hymne terrestre" de The Turtles (plus tard couvert par Dan Fogelberg), "Mère Terre (Hymne naturel)" de Neil Young, " Earth Song " de Michael Jackson, "Earth Hour Anthem"de Andrew Huang et "Earth Anthem" de Abhay Kumar,. Les paroles "Earth Day Anthem" de William Wallace (et parfois les paroles originales de Barbara George) sont largement chantées sur l'air de l'Ode à la joie de Ludwig van Beethoven pour célébrer le Jour de la Terre.

## L'hymne de terre
Cosmique oasis, cosmique perle bleue
la plus belle planète du cosmos
tous les continents et tous les océans
unis, nous sommes la faune et la flore
unis, nous sommes des espèces d'une terre
diverses cultures, croyances et manières
nous sommes des humains, la terre est notre maison
tous les peuples et tous les nations
un pour tous et tous pour un
unis nous deployons le drapeau de marble bleu.

## Appel à un hymne officiel de la Terre
La Délégation permanente de l'Inde à Paris (France) auprès de l'UNESCO a lancé un appel à un hymne officiel de la Terre en janvier 2014.

## Citations
« We find that the idea of having an Earth Anthem is a creative and inspiring thought which would contribute to bringing the world together. »

— UNESCO
Traduction française : « Nous trouvons que l'idée d'avoir un hymne de la Terre est une pensée créative et inspirante qui contribuerait à rapprocher le monde. »

« Vedas – the first book of universal knowledge and wisdom says, 'Bhumi Mata Putroaham' – which means 'Earth is my mother, I am her son'. This is one of the essences of ancient Indian philosophy. Every effort to protect and respect mother earth is an effort to protect ourselves and our generations to come. The Earth Anthem is a beautiful effort in this direction. »

— Kailash Satyarthi
Traduction française : "Vedas - le premier livre de la connaissance universelle et de la sagesse dit,' Bhumi Mata Putroaham – - qui signifie 'la Terre est ma mère, je suis son fils'. C'est l'une des essences de l'ancienne philosophie Indienne. Tous les efforts pour protéger et respecter la terre mère est un effort pour nous protéger, nous et nos générations à venir. L'hymne de la Terre est un bel effort dans cette direction. »

« ... a global consciousness has certainly begun to emerge. To tap into this nascent consciousness and give it form and focus, we need to establish a common language and common icons. In time, then, emerging generations of global citizens would come to rally around these, in realizing their debt to and in paying tribute to the planet that sustains us all. What better icon, then, than our planet itself, and what more universal language than music! ... an Earth Anthem shared and sung by all the peoples of the world. »

— Dr. Shashi Tharoor 
Traduction française : « ... une conscience globale a certainement commencé à émerger. Pour puiser dans cette conscience naissante et lui donner forme et orientation, nous devons établir un langage commun et des icônes communes. Avec le temps, les nouvelles générations de citoyens du monde entier viendraient se rassembler autour de ceux-ci, pour réaliser leur dette et pour rendre hommage à la planète qui nous soutient tous. Quelle meilleure icône, alors, que notre planète elle-même, et quel langage plus universel que la musique ! ... une Terre Hymne partagé et chanté par tous les peuples du monde. »